# Denny's
Denny's est une chaîne de restaurants américaine qui exploite plus de 2 000 restaurants à travers le monde : aux États-Unis (y compris Porto Rico), au Canada, à Curaçao, au Costa Rica, en Jamaïque, au Japon, au Mexique et en Nouvelle-Zélande. Il y a environ 1 000 Denny's aux États-Unis et 580 Denny's au Japon.
Nombre de ces restaurants sont situés à proximité des sorties d'autoroutes et dans les zones de service. Contrairement à beaucoup d'autres chaînes de restauration, Denny's ne ferme pas les jours fériés ou la nuit, sauf lorsque c'est requis par la loi.
Denny's a été fondé sous le nom de Danny's Donuts en 1953 par Richard Jezak et Harold Butler à Lakewood, Californie. En 1959, lorsque la chaîne a été rebaptisée Denny's pour éviter toute confusion avec une autre chaîne, Coffee Dan's, Denny's comptait vingt restaurants. L'entreprise a continué de croître et en 1981, il y avait près de 1 000 restaurants répartis dans les cinquante États américains.
Denny's été racheté par Seven & I Holdings en 2005.

## Controverses

### Discriminations raciales et homophobes
Denny's est impliqué dans plusieurs poursuites pour discrimination, impliquant des serveurs qui refusaient de servir ou offraient un service de moindre qualité aux minorités raciales, en particulier aux clients noirs.
En 1991, à San Jose, en Californie, plusieurs adolescents noirs se sont vu refuser le service à moins qu'ils n'acceptent de payer d'avance.
En 1993, un incident a lieu lorsque six agents noirs de l'United States Secret Service rentrent dans un restaurant Denny's à Annapolis, dans le Maryland. Ils sont contraints d'attendre une heure pour être servis, tandis que leurs collègues blancs sont immédiatement installés.
En 1994, Denny's règle à l'amiable une action collective intentée par des clients noirs qui se sont vu refuser le service, contraints d'attendre plus longtemps ou de payer plus que les clients blancs. Le règlement de 54,4 millions de dollars est le plus important en vertu des lois fédérales sur les établissements publics, établies trente ans plus tôt,.
En 1995, un client noir de Denny's à Sacramento, en Californie, se voit dire qu'il doit payer d'avance au comptoir en commandant son repas, en raison du comportement de certains clients noirs précédents qui avaient quitté le restaurant sans payer.
En 1997, six étudiants asio-américains de l'Université de Syracuse, dans l'État de New-York, se rendent tard dans la nuit dans un restaurant Denny's local. Ils attendent patiemment pendant plus d'une demi-heure, tandis que les clients blancs sont servis rapidement, installés confortablement et se voient proposer des portions généreuses. Après avoir exprimé leur mécontentement à la direction et à leur serveur, les étudiants sont contraints de quitter l'établissement par deux agents de sécurité appelés par la direction du restaurant. Selon les étudiants, un groupe d'hommes blancs serait ensuite sorti du Denny's pour les agresser violemment, le tout en proférant des insultes racistes. Plusieurs étudiants sont grièvement blessés et perdent connaissance.
À la suite du règlement de 54,4 millions de dollars, Denny's met en place un programme de formation à la sensibilité raciale pour tous les employés. L'enseigne fait également des efforts pour améliorer son image de relations publiques en mettant en vedette des afro-américains dans leurs publicités, comme Sherman Hemsley et Isabel Sanford, acteurs de la célèbre série télévisée « The Jeffersons »,.
En 2014, un restaurant Denny's à Deming, au Nouveau-Mexique, fait l'objet d'une plainte pour discrimination de la part d'un groupe LGBT, alléguant que le personnel profère des insultes homophobes et refuse de servir un groupe de clients gays, lesbiennes et transgenres qui participent à une marche des fiertés. Un an plus tard, Denny's accepte de verser 13 000 dollars aux organisateurs de la marche, de payer 3 250 dollars à une cliente victime de comportements abusifs de la part du personnel et de reformer ses employés sur les politiques de discrimination.
En 2017, le personnel d'un Denny's à Vancouver, au Canada, est accusé d'obliger une femme autochtone à payer son repas avant qu'il ne lui soit servi. Après le départ de la cliente, le personnel du restaurant appelle la police pour signaler l'incident, alléguant que la cliente a un objet métallique pointu dans sa poche.

### Fermetures soudaines
En juin 2017, huit établissements Denny's au Colorado, dont ceux de Colorado Springs et de Pueblo, ferment brusquement leurs portes. Cette soudaine cessation d'activité résulte d'un propriétaire de franchise qui ne s'acquitte pas de près de 200 000 dollars d'arriérés d'impôts, ainsi que de plus de 30 000 dollars de taxes de vente de l'année précédente. Parallèlement, plusieurs employés font état de difficultés liées à des chèques sans provision et des retards dans le versement de leurs salaires.
En conséquence de la saisie des huit établissements Denny's par le trésor public américain, l'Internal Revenue Service (IRS), de nombreux employés se retrouvent sans emploi, sans qu'aucun avertissement préalable n'ait été donné quant à ces fermetures inattendues. Le propriétaire de la franchise responsable de ces fermetures soudaines décide de quitter l'État du Colorado avec effet immédiat.